# George Georgiou (Schauspieler)

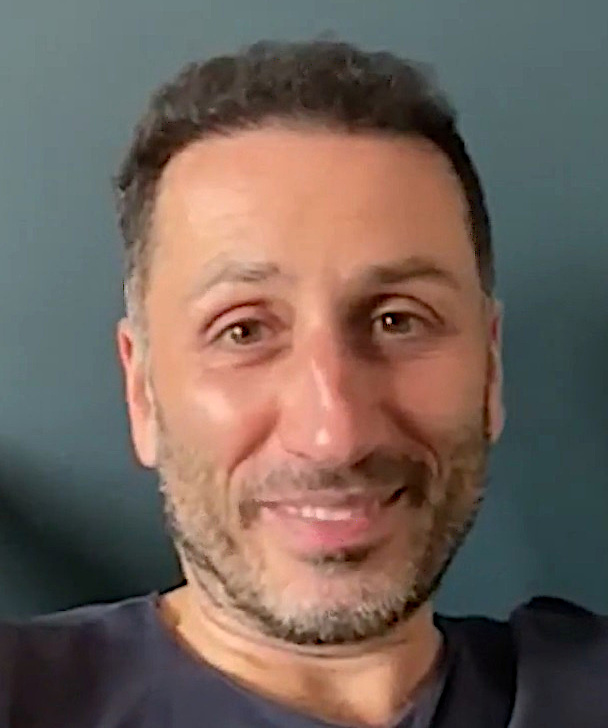
George Georgiou auf der German Comic Con 2023

George Georgiou (* in London, England) ist ein britischer Schauspieler.

## Leben und Karriere
George Georgiou kam in London zur Welt, wo er auch aufwuchs. Er besuchte das Drama Centre London, zusammen mit Tom Hardy und Michael Fassbender. Georgiou war zunächst in Theaterproduktionen des Royal National Theatre zu sehen, bevor er seit 2003 auch in Film und Fernsehen zu sehen ist.
Er spielte kleinere Rollen in Filmen wie Mamma Mia, The Cut oder 300: Rise of an Empire. Hinzu kommen Gastauftritte in Fernsehserien, wie Law & Order: UK, Spooks – Im Visier des MI5 oder The Americans. 2013 spielte er in einer Folge der dritten Staffel der HBO-Serie Game of Thrones die Rolle des Razdal mo Eraz. In diese Rolle kehrte er 2016 erneut zurück. 2015 gehörte er außerdem zur Besetzung der Spionageserie Homeland.

## Filmografie (Auswahl)
- 2003: Byron (Fernsehfilm)
- 2004: Dirty War – Schmutziger Krieg (Dirty War, Fernsehfilm)
- 2008: Mamma Mia
- 2009: Law & Order: UK (Fernsehserie, Episode 2x06)
- 2010: Spooks – Im Visier des MI5 (Spooks, Fernsehserie, Episode: 9x01)
- 2013: Mayday (Miniserie, Episode 1x01)
- 2013: R.E.D. 2
- 2013–2016: Game of Thrones (Fernsehserie, 3 Episoden)
- 2014: 300: Rise of an Empire
- 2014: The Honourable Woman (Fernsehserie, 4 Episoden)
- 2014: The Cut
- 2015: The Americans (Fernsehserie, Episode 3x12)
- 2015: Bones – Die Knochenjägerin (Bones, Fernsehserie, Episode 10x19)
- 2015: A.D.: The Bible Continues (Fernsehserie, 5 Episoden)
- 2015: Homeland (Fernsehserie, 2 Episoden)
- 2017: The Last Ship (Fernsehserie, 3 Episoden)
- 2017: Die Mumie (The Mummy)
- 2018: Collateral (Miniserie, 4 Episoden)
- 2018: Madam Secretary (Fernsehserie, Episode 5x06)
- 2019: Close – Dem Feind zu nah (Close)
- 2019: Top Boy (Fernsehserie, Episode 3x10)
- 2019: Carnival Row (Fernsehserie, 4 Episoden)
- 2020: Sex Education (Fernsehserie, 3 Episoden)
- 2023: John Wick: Kapitel 4 (John Wick: Chapter 4)